# Waterkwartier (Zutphen)

Ligging van het Waterkwartier in Zutphen

Het Waterkwartier is  met bijna 10.000 inwoners de grootste wijk van de Nederlandse stad Zutphen en ligt naast het centrum. De wijk wordt grondig vernieuwd, onder andere door woningen en voorzieningen toe te voegen. Ook het sociale aspect is bij deze wijkontwikkeling erg belangrijk. Gemeente Zutphen en Woonbedrijf ieder1 zijn hierbij initiatiefnemers.